# KYF31
GRATINA 4G KYF31（グラティーナ フォージー ケーワイエフサンイチ）、およびGRATINA 4G KYF34（グラティーナ フォージー ケーワイエフサンヨン）、並びにDIGNO Phone（ディグノ フォーン）は、京セラによって日本国内向けに開発された、auブランドを展開するKDDIおよび沖縄セルラー電話（KYF31およびKYF34）
、UQ mobileブランドを展開するUQコミュニケーションズ（現・KDDI）およびUQモバイル沖縄（現・沖縄セルラー電話、端末名は「DIGNO Phone」名義）の第3.9世代移動通信システム（au 4G LTE/au VoLTE）対応フィーチャーフォン（携帯電話）である。

## 概要
GRATINA2 KYY10の全面改良モデルで、新たにLTEを利用したデータ通信、およびVoLTEを利用した通話サービスに対応している。また、プラットフォームにはこれまでのKCPに代わり、Android 5.1.1が搭載されている（いわゆるガラホ）。なお、本機種は日本国内での3G（CDMA2000 1x）エリア（au 3G）による音声通話（CDMA2000 1xRTT）、およびデータ通信（CDMA2000 1xMC/1xEV-DO Rel.0/Rev.A/MC-Rev.A）にはそれぞれ非対応となる。
KDDIのガラホではAQUOS K SHF31/SHF32に続く3機種目で、従来型フィーチャーフォンからAQUOS Kへ買い換えた利用者から寄せられた改善要望を盛り込み、AQUOS Kで割愛されてしまった従来型フィーチャーフォンの細かな機能を追加・再実装して使い勝手を高めた端末となっている。
VoLTEに対応することから、既存ユーザーはau ICカードの交換（au Nano IC Card 04(VoLTE)への交換）が必要となる。
SIMロック解除の義務化開始後に発売された機種のため、SIMロック解除に対応する。
キャッチコピーは「使いやすいからうれしい、カラフルだから楽しい。」。
なお、2017年1月25日には本機の同型機種としてauのMVNOを用いるUQ mobile向けのDIGNO Phoneが発売された。
ただし、メニュー画面が一部異なっており、既存のau向けのサービスやLINEはプリインストールされていない。本体色はホワイトとグレイで、画面部はGRATINA 4Gと異なり、DIGNOとは刻印されておらず、auロゴや京セラロゴも刻印されていない。グレイはDIGNO Phoneオリジナルのカラーだが、サブ画面、ヒンジ部、画面部、キーパッド部、背面カバーはGRATINA 4Gのブラックと共通となる。モデル番号はKYF31U。
また、2017年4月7日には新色追加を発表した。既存色のホワイト、ブラックをベースに、シャンパンホワイト、メタルブラックとなり、何れもヒンジ部とサブ画面のカラーが異なり、加えて、国内の3Gサービスに対応する。また、追加色のみ型番がKYF34になる。

## 沿革
GRATINA 4G（KYF31・KYF34）
- 2016年（平成28年）1月12日 - KDDI、および京セラより公式発表。
- 2016年2月19日 - 日本全国にて一斉発売開始。
- 2016年6月下旬 - 法人向けのカメラなしモデル（KYF31Z）が追加発売。本体色はブラックのみ。
- 2017年（平成29年）4月7日 - 新色追加 (KYF34) を発表。
- 2022年（令和4年）3月31日 - KYF34に限り、3Gサービスの終了・停波。

DIGNO Phone
- 2017年1月25日 - UQコミュニケーションズ、および京セラより公式発表。

## 搭載オリジナルアプリ
- au ID 設定
- auナビウォーク
- au Wi-Fi接続ツール
- GLOBAL PASSPORT
- au災害対策
- 安心アクセス for 4G LTE ケータイ
- auバックアップアプリ
- mamorino/miraieナビ

※いずれもDIGNO Phoneは非プリインストール。

## 主な機能・対応サービス
※PC向けWebブラウザが標準装備されている。携帯向けサイト(EZWeb)は閲覧不可。
- タッチポインター
- すぐ文字
- スマートソニックレシーバー
- カスタムメニュー

| 主な機能・対応サービス                                                                              | 主な機能・対応サービス                                                                       | 主な機能・対応サービス                  | 主な機能・対応サービス                     |
| --------------------------------------------------------------------------------------------------- | -------------------------------------------------------------------------------------------- | --------------------------------------- | ------------------------------------------ |
| Google Play Webブラウザ LINE （au 4G LTEケータイ専用版） auスマートパス （au 4G LTEケータイ専用版） | LISMO! for Android（au 4G LTEケータイ専用版） メディアプレイヤー （動画再生対応） LISMO WAVE | おサイフケータイ NFC おくだけ充電（Qi） | ワンセグ（視聴のみ） フルセグ DLNA/DTCP-IP |
| PCメール Gmail EZwebメール SMS                                                                      | デコレーションメール デコレーションアニメ                                                    | Friends Note                            | PCドキュメント                             |
| au Smart Sports Run & Walk Karada Manager ゴルフ(web版) Fitness                                     | GPS 方位計                                                                                   | au oneナビウォーク au one助手席ナビ     | au one ニュースEX au one GREE              |
| かんたんメニュー じぶん銀行                                                                         | 緊急速報メール                                                                               | Bluetooth                               | 無線LAN機能 (Wi-Fi)                        |
| 赤外線通信                                                                                          | au VoLTE （シンクコール非対応） au 4G LTE （CA非対応） WiMAX 2+ au 3G （KYF34のみ）          | au世界サービス                          | auフェムトセル auシェアリング              |
| microSDHC microSDXC                                                                                 | モーションセンサー(6軸)                                                                      | 防水 防塵 耐衝撃                        | 簡易留守録 着信拒否設定                    |

## その他
「run for money 逃走中」で過去に自首用電話として使用されていた。